# Gregurovec (Krapinske Toplice)
Pour les articles homonymes, voir Gregurovec.
Gregurovec est un village de la municipalité de Krapinske Toplice (comitat de Krapina-Zagorje) en Croatie. Au recensement de 2011, le village comptait 131 habitants.